# Korkmaskała
Korkmaskała (ros. Коркмаскала) – wieś w Rosji, w Dagestanie, ośrodek administracyjny rejonu kumtorkalińskiego. W 2010 liczyła 7722 mieszkańców, głównie Kumyków.